# Tour de l’Ain
Die Tour de l’Ain ist ein französisches Straßenradrennen für Männer.
Das Etappenrennen wird jährlich im August im französischen Departement Ain ausgetragen. Maurice Josserand, Dante Lavacca und Armand Peracca haben die Tour de l’Ain, als Nachfolger für den Prix de l’Amitié ins Leben gerufen. Anfangs besaß sie den UCI-Status 2.5, bis sie 2002 auf 2.3 hochgestuft wurde. Seit 2005 ist die Rundfahrt Teil der UCI Europe Tour und ist in die Kategorie 2.1 eingestuft.
Für die schwereren Etappen geht es bei der Tour de l’Ain in das Juragebirge. Der Grand Colombier ist seit 1999 ein Berg, der regelmäßig Teil der Rundfahrt ist.

## Palmarès
| Jahr | Sieger               | Zweiter            | Dritter                |
| ---- | -------------------- | ------------------ | ---------------------- |
| 1989 | Serge Pires-Leal     |                    |                        |
| 1990 | Denis Moretti        | Patrick Vallet     | Andrzej Sypytkowski    |
| 1991 | Éric Drubay          |                    |                        |
| 1992 | Denis Leproux        | Jean-Luc Jonrond   | Thomas Bay             |
| 1993 | Emmanuel Magnien     | Pascal Hervé       | Marc Thévenin          |
| 1994 | Lylian Lebreton      | Gilles Delion      | Jean-Christophe Currit |
| 1995 | Emmanuel Hubert      | Christophe Moreau  | Christophe Agnolutto   |
| 1996 | David Delrieu        | Jean-Luc Masdupuy  | Christophe Rinero      |
| 1997 | Bobby Julich         | Fabrice Gougot     | Yvon Ledanois          |
| 1998 | Cristian Gasperoni   | Alessio Galletti   | Vincent Cali           |
| 1999 | Grzegorz Gwiazdowski | Christopher Jenner | Maurizio De Pasquale   |
| 2000 | Sergei Jakowlew      | Thierry Loder      | Christopher Jenner     |
| 2001 | Iwajlo Gabrowski     | David Delrieu      | Christophe Oriol       |
| 2002 | Christophe Oriol     | Richard Virenque   | Ludovic Turpin         |
| 2003 | Axel Merckx          | Samuel Dumoulin    | Jérôme Pineau          |
| 2004 | Jérôme Pineau        | Leif Hoste         | Jurgen Van Goolen      |
| 2005 | Carl Naibo           | Ludovic Turpin     | Samuel Plouhinec       |
| 2006 | Cyril Dessel         | Noan Lelarge       | Xavier Florencio       |
| 2007 | John Gadret          | Ludovic Turpin     | Bauke Mollema          |
| 2008 | Linus Gerdemann      | David Moncoutié    | Stéphane Goubert       |
| 2009 | Rein Taaramäe        | Christopher Horner | David Moncoutié        |
| 2010 | Haimar Zubeldia      | Wout Poels         | David Moncoutié        |
| 2011 | David Moncoutié      | Wout Poels         | Leopold König          |
| 2012 | Andrew Talansky      | Sergio Pardilla    | Daniel Navarro         |
| 2013 | Romain Bardet        | Luis León Sánchez  | John Gadret            |
| 2014 | Bert-Jan Lindeman    | Romain Bardet      | Daniel Martin          |
| 2015 | Alexandre Geniez     | Florian Vachon     | Pierre Latour          |
| 2016 | Sam Oomen            | Bart De Clercq     | Pierre Latour          |
| 2017 | Thibaut Pinot        | David Gaudu        | Alexandre Geniez       |
| 2018 | Arthur Vichot        | Nicolas Edet       | Rein Taaramäe          |
| 2019 | Thibaut Pinot        | Mathias Frank      | Rein Taaramäe          |
| 2020 | Primož Roglič        | Egan Bernal        | Nairo Quintana         |
| 2021 | Michael Storer       | Harm Vanhoucke     | Matteo Badilatti       |
| 2022 | Guillaume Martin     | Mattias Skjelmose  | Rudy Molard            |
| 2023 | Michael Storer       | Kenny Elissonde    | Nicolas Prodhomme      |
| 2024 | Alexander Cepeda     | Rémi Capron        | Stefano Oldani         |
| 2025 |                      |                    |                        |